# Антарктика

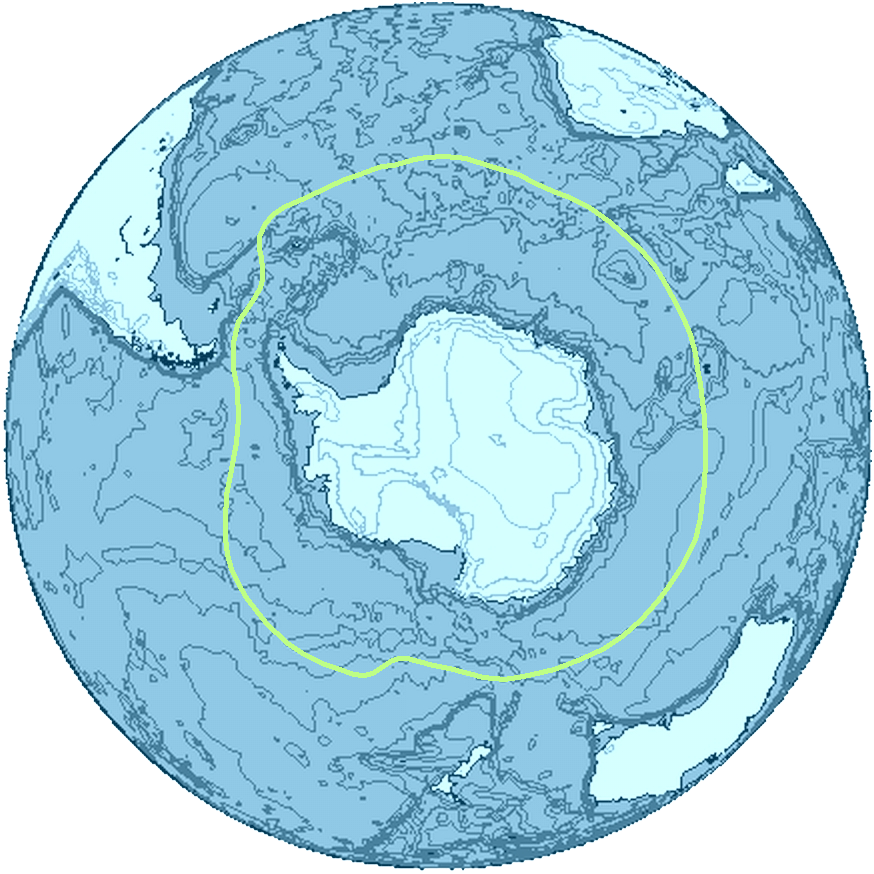
Умовні межі Антарктики.

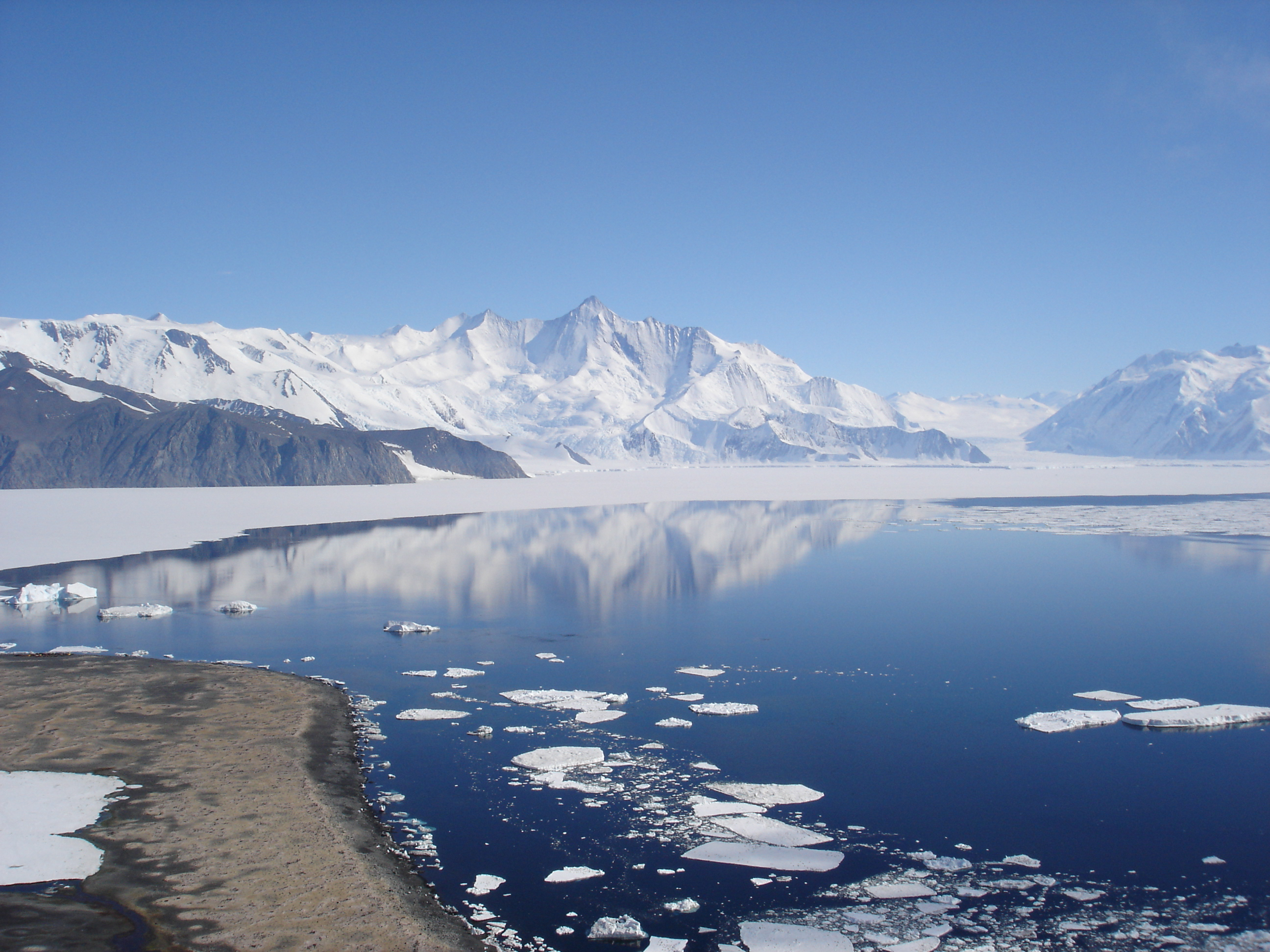
Гора Гершеля (Mount Herschel) висотою 3335 м.

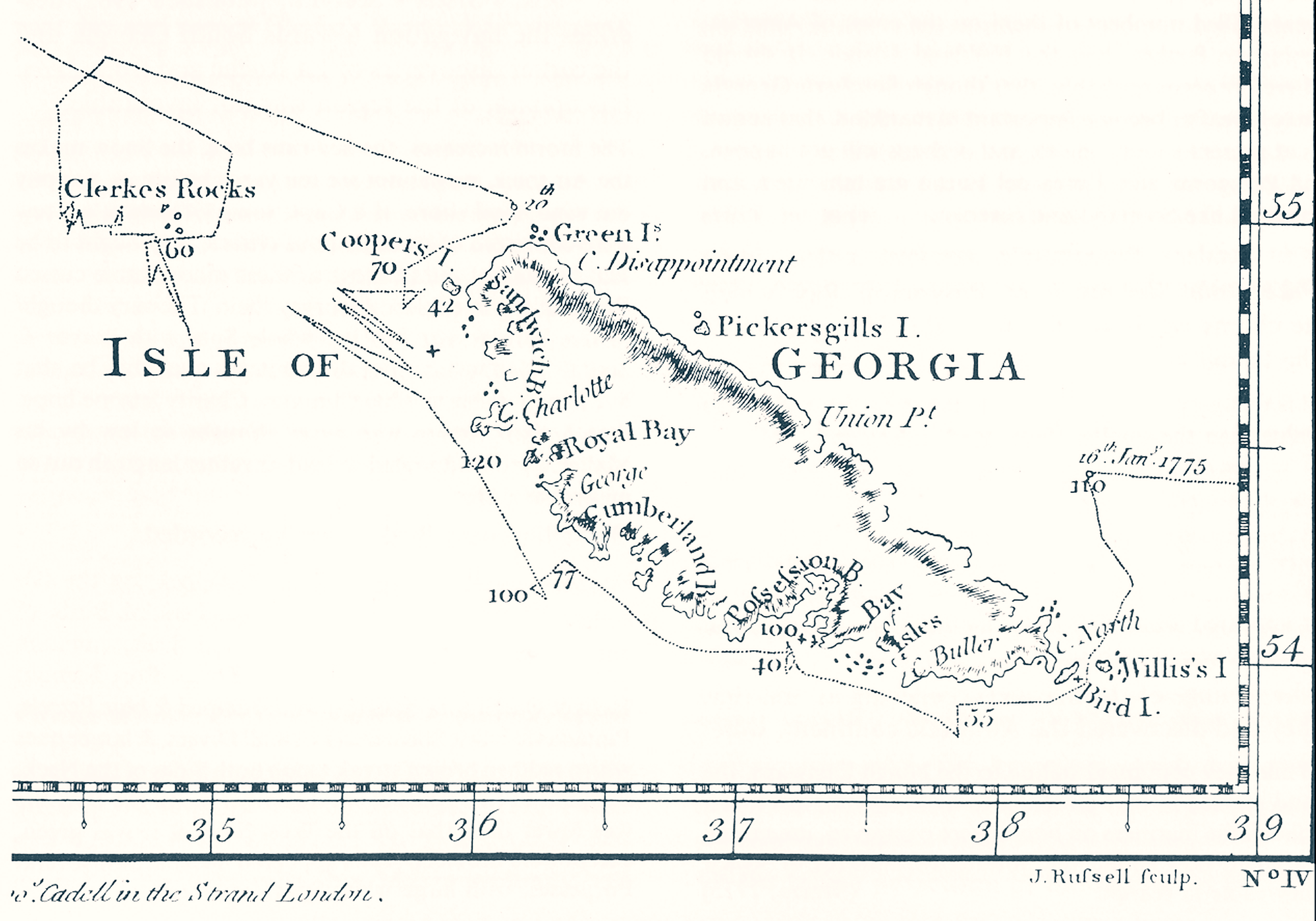
Південна Джорджія (South Georgia). Мапа 1777 року, південь угорі.

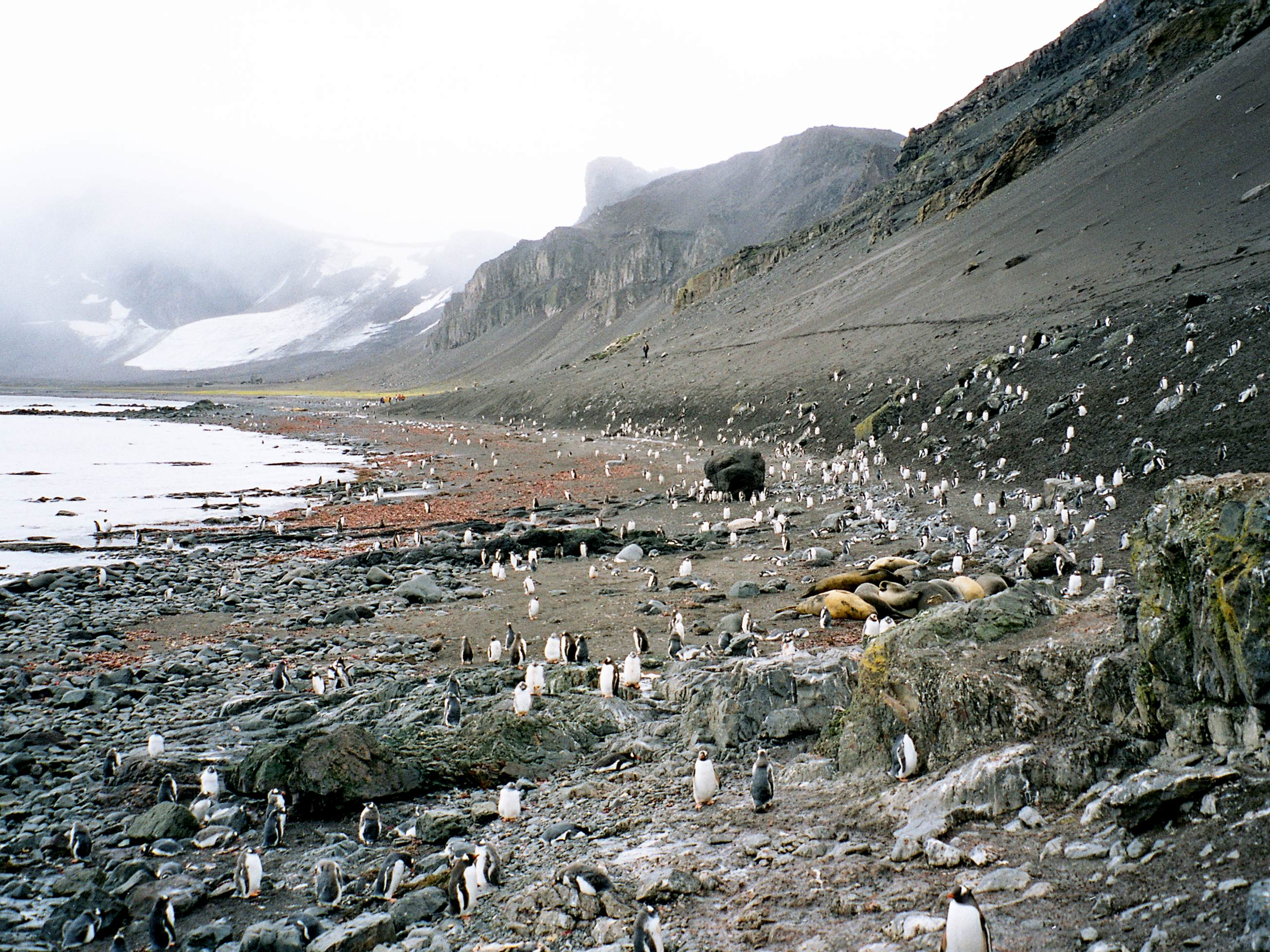
Туристичний маршрут повз узбережжя острова Лівінгстон (Смоленськ) (Livingston Island).

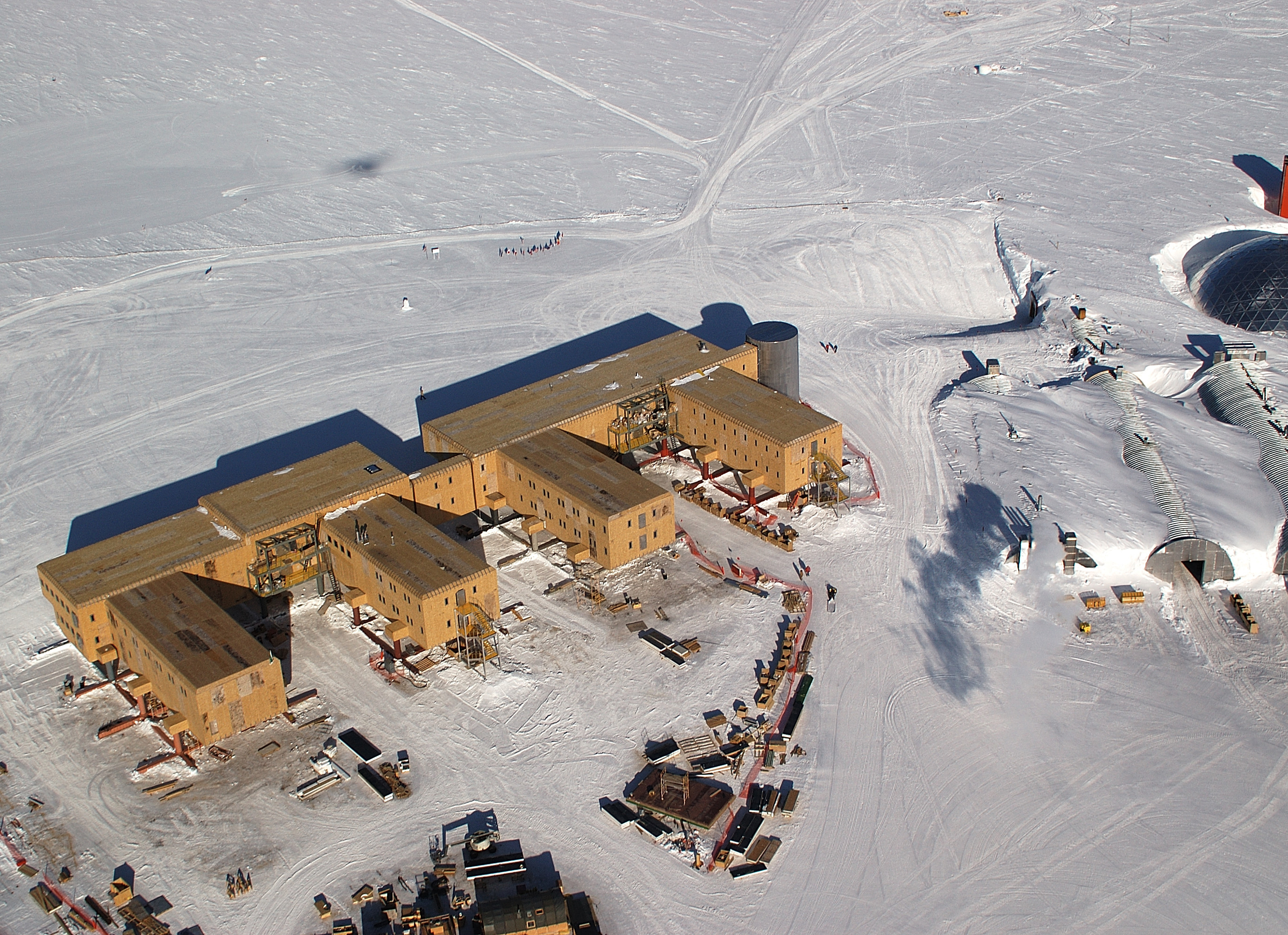
Нова будівля станції Амундсен-Скотт (Amundsen-Scott South Pole Station) на Південному полюсі Землі.

Анта́рктика — в широкому значенні південна полярна область Землі, до складу якої входить материк Антарктида та ділянки Атлантичного, Індійського і Тихого океанів, що межують з Антарктидою (або води Південного океану). Групи островів: Південна Джорджія, Південні Сандвічеві, Південні Оркнейські, Південні Шетландські, Крозе, Кергелен, Баллені, Петра I тощо. У вузькому розумінні це лише південна полярна область світового океану без Антарктиди. Певних меж Антарктика не має, їх проводять по ізотермі +10 °C найтеплішого місяця або по крайній північній межі пакового льоду (на 1 листопада), або по межі поширення айсбергів. В останній час за межі Антарктики вважають зону антарктичної конвергенції, тобто зону збіжності полярних вод з водами помірних широт, яка розташована між 48° та 55° південної широти.

## Загальні дані
В умовних межах площа Антарктики — близько 50-60 млн км², з яких понад 3/4 припадає на водні простори з плавучою морською кригою та айсбергами. Води окраїнної частини Антарктики розташовані у смузі панівних західних вітрів і беруть участь в наявній тут навколоантарктичній течії західних вітрів, яка омиває всю земну кулю з заходу на схід на цих широтах.
Води Антарктики характеризуються низькими температурами. Взимку в південній частині температури поверхневих шарів коливаються в межах від —1,8 °C до —1,9 °C°; у районі антарктичної конвергенції від +1 °C до +2 °C°. Влітку у високих широтах температури води підвищуються до +2 °C°, в районі антарктичної конвергенції до +3,5 °C°.
Дно антарктичної частини океану являє собою серію басейнів і западин (Австрало-Антарктична, Тихоокеансько-Антарктична та інші) розділених підводними височинами і хребтами (Південно-Антильський, Кергелен, Південно-Тихоокеанський та інші) увінчаними островами, переважно вулканічного походження.

## Природні ресурси
Запаси нафти у Антарктиці складають більше 100 мільярдів тонн, а запаси газу — близько 15 трильйонів кубометрів. Також цей світовий резерв має в своєму розпорядженні великі запаси золота та інших корисних копалин.
Згідно з оцінками експертів, в Антарктиці зосереджено 80 % запасів всієї прісної води у світі. Питання чистої води — не менш важлива проблема для людства, аніж інші важливі позиції, такі як нафта і газ.
Води Антарктики багаті на китів, тюленів, рибу. На островах і узбережжі Антарктики живе велика кількість водоплавних птахів. Потенційна можливість щорічного вилову тільки криля в водах Антарктики, без збитків для відтворення популяцій, може бути на рівні 700 млн тонн на рік.

## Міжнародно-правовий статус

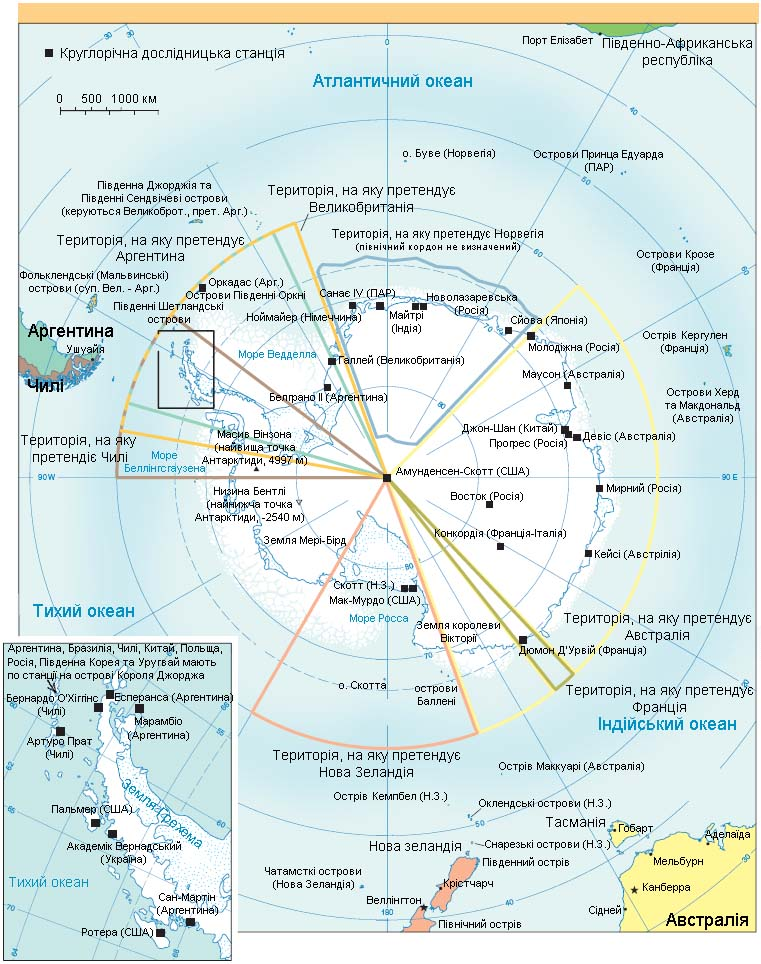
Територіальні претензії країн у Антарктиці

У період 1908–1943 років сім держав висунули в односторонньому порядку територіальні претензії в Антарктиці (Австралія, Аргентина, Велика Британія, Нова Зеландія, Норвегія, Чилі, Франція). При цьому Велика Британія, Чилі та Аргентина претендують практично на одну і ту ж територію, що включає Антарктичний півострів і Південні Шетландські острови. Водночас, на Землю Мері Берд жодна з країн не висунула територіальних претензій. Ще дві держави — Радянський Союз / Російська Федерація та США — офіційно залишили за собою право на висунення таких претензії у майбутньому, не визнають претензії інших держав, так само як і претензії одна одної.
За результатами Міжнародної конференції з Антарктики у м. Вашингтон (США) 1 грудня 1959 року підписано Договір про Антарктику, який набув чинності 23 червня 1961 після його ратифікації 12 державами — підписантами, які брали активну участь в антарктичних дослідженнях впродовж Міжнародного геофізичного року 1957—1958 років (Бельгія, Японія, Південно-Африканський Союз, СРСР, США, а також сім держав, які мають територіальні претензії).
Позиції усіх сторін, які проголосили свої територіальні претензії, залишили за собою право висувати такі претензії в майбутньому, або не визнають жодних претензій, рівнозначно захищені у ст. IV Договору, зокрема «жодні дії чи бездіяльність, які матимуть місце, поки договір лишається чинним, не створюють підстав для проголошення, підтримки чи заперечення будь-яких претензій на територіальний суверенітет в Антарктиці».
Крім того, Договір про Антарктику забороняє в районі його дії (на південь від 60-ї паралелі південної широти) будь-які заходи військового характеру, зокрема, створення військових баз і укріплень, проведення військових маневрів, випробування будь-яких видів зброї. Забороняються також будь-які ядерні вибухи і зберігання радіоактивних матеріалів. Натомість гарантується, що Антарктика, в інтересах всього людства, використовується тільки в мирних цілях. Договір гарантує свободу наукових досліджень в Антарктиці і співробітництво з цією метою, зокрема обмін науковим даними та вільний доступ до результатів наукових досліджень в Антарктиці.
З часом Договір про Антарктику став правовою основою для становлення розгалуженої системи Договору про Антарктику — сукупності взаємопов'язаних міжнародних нормативно-правових актів (режимів), які доповнюючи і конкретизуючи положення самого Договору, регулюють різні види діяльності в Антарктиці.  
Станом на січень 2020 року 54 держави є Сторонами Договору про Антарктику, у тому числі й Україна.
З міжнародно-правового погляду Антарктика не перебуває ні під чиїм суверенітетом, а знаходиться в користуванні всіх держав. Води Антарктики відкриті для мореплавства, науки, досліджень.

## Україна і Антарктика

Логотип Національного антарктичного наукового центру

Україна є однією з 29 консультативних сторін Договору про Антарктику, що мають право голосу при ухваленні консенсусом рішень щодо всіх аспектів організації людської діяльності в Антарктиці та подальшого розвитку системи Договору про Антарктику.
Наукова діяльність України в Антарктиці здійснюється в рамках державних цільових науково-технічних програм проведення досліджень в Антарктиці, що затверджуються Кабінетом Міністрів України. Залучення української станції «Академік Вернадський» у дослідженні Антарктики є важливою передумовою для реалізації майбутніх геостратегічних інтересів України.